# Daniël Mensch
Daniël Theodor Mensch (Sliedrecht, 4 oktober 1978) is een Nederlands roeier. Hij vertegenwoordigde Nederland eenmaal op de Olympische Spelen en won bij die gelegenheid een zilveren medaille.
Mensch maakte in 2004 zijn olympisch debuut op de Olympische Spelen van Athene als lid van de Holland Acht. Op de olympische roeibaan van Schinias finishte het team als tweede in 5.43,75. Het goud ging naar de Amerikaanse roeiploeg dat in 5.42,48 over de finish kwam.
Eveneens in 2004 won Mensch brons samen met de Holland Acht op de wereldbekerwedstrijd in het Duitse München in 2004 en tweemaal de Grand Challenge Cup op Henley Royal Regatta in 2004 en 2006. Wegens een hernia-operatie was hij niet op tijd klaar om deel te nemen aan de Olympische Spelen van 2008 in Peking.
Hij is lid van de Maastrichtse studentenroeivereniging Saurus.

## Palmares

### Roeien (acht met stuurman)
- 2004:  OS - 5.43,75